# John Murray (oceanograf)

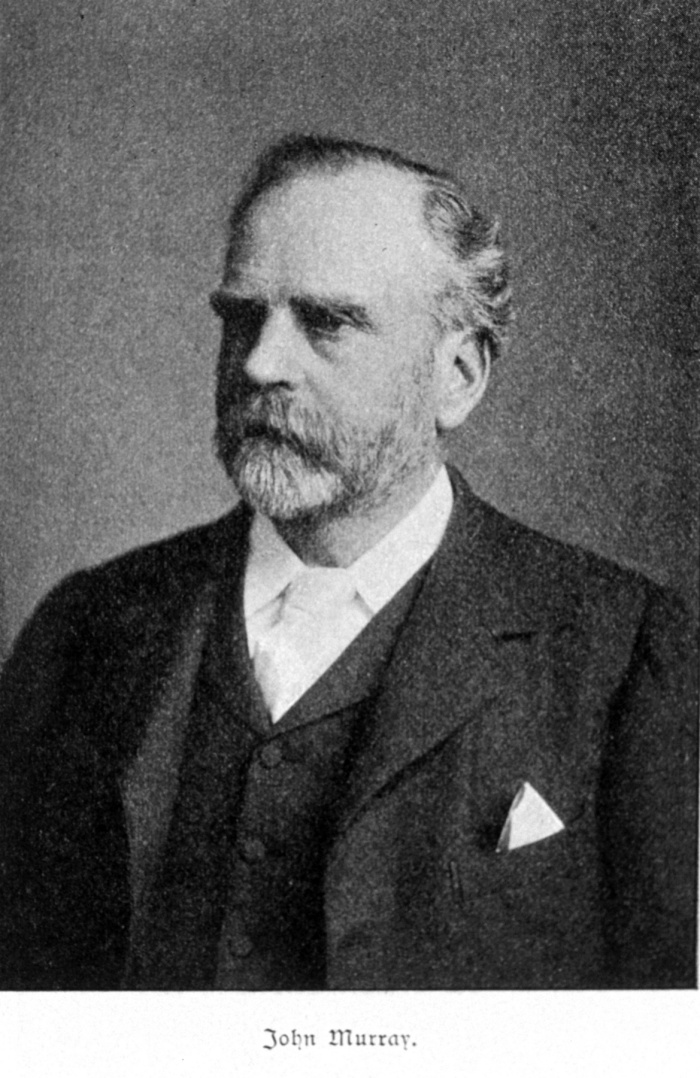
John Murray

John Murray (ur. 1841, zm. 1914) – brytyjski oceanograf i przyrodnik. Zajmował się biologią morza oraz limnologią. Był członkiem Royal Society w Londynie.
W latach 1872–1876 uczestniczył w wyprawie George'a Stronga Naresa na okręcie HMS „Challenger”, w czasie której dokonano wielu ważnych odkryć. Odkryto między innymi Grzbiet Śródatlantycki. W 1910 roku badał wraz z norweskim uczonym Johanem Hjortem osady głębinowe w północnej części Oceanu Atlantyckiego.
W 1895 roku otrzymał Royal Medal, nagrodę naukową przyznawaną przez Royal Society w Londynie.